# Drissa Ballo
Pour les articles homonymes, voir Ballo.
Drissa Ballo, né le 28 novembre 1995 à Koulikoro au Mali, est un joueur international malien de basket-ball.

## Biographie
Le 10 juillet 2015, il est prêté par Dijon en Pro B au Hyères Toulon Var Basket.
Son frère Oumar, né en 2002, est aussi joueur de basket-ball et évolue en NCAA avec les Bulldogs de Gonzaga.

## Palmarès
- Champion de France de Pro B en 2016 avec Heyeres toulon Var Basket (HTV)
- Champion de France de Pro B en 2018 (ADA Blois Basket 41)